# Абылкасымова, Мадина Ерасыловна
Мадина Ерасыловна Абылкасымова (каз. Мадина Ерасылқызы Әбілқасымова, род. 1 августа 1978 года, Алма-Ата, Казахская ССР) — казахстанский государственный деятель. Председатель Агентства Республики Казахстан по регулированию и развитию финансового рынка (с 18 декабря 2019 года). Министр труда и социальной защиты населения Республики Казахстан (9 февраля 2018 года — 25 февраля 2019 года).

## Биография
Окончила Казахскую государственную академию управления по специальности «Международные экономические отношения» (1999), магистратуру Колумбийского университета (2003, магистр международных отношений, специальность «Управление экономической политикой»), Школу управления имени Джона Ф. Кеннеди Гарвардского университета (2011, магистр государственного управления).
1999—2001 — главный специалист Агентства Республики Казахстан по стратегическому планированию.
2003—2004 — начальник управления стратегического планирования министерства экономики и бюджетного планирования Республики Казахстан.
2004—2006 — директор департамента анализа государственной политики АО «Центр маркетингово-аналитических исследований».
2006—2008 — заместитель заведующего социально-экономическим отделом канцелярии премьер-министра Республики Казахстан.
2008—2011 — заместитель заведующего Центром стратегических разработок и анализа администрации президента Республики Казахстан.
2011—2013 — вице-министр экономического развития и торговли Республики Казахстан.
С 2012 года — заместитель управляющего от Казахстана во Всемирном банке.
2013—2014 — вице-министр экономики и бюджетного планирования Республики Казахстан.
С августа 2014 года — вице-министр национальной экономики Республики Казахстан. В 2015 году Мадина Абылкасымова ушла в декретный отпуск, и временно на эту должность был назначен Айдар Арифханов.
С 9 февраля 2018 года по 25 февраля 2019 года — министр труда и социальной защиты населения Республики Казахстан. На должности министра в январе 2019 года Абылкасымова сообщила об увеличении пособия для многодетных матерей с 15,4 до 16,1 тыс. тенге. По её словам, в других странах таких привилегий практически нет, за все годы жизни в Казахстане матери получают несколько миллионов тенге, а пособие выплачивается пожизненно. Это заявление вызвало огромную волну критики в адрес министра — многодетные матери выступали за то, что реальной помощи это небольшое пособие не предоставляет.
Критика усилилась после пожара в Астане в ночь на 4 февраля, в котором погибли пять девочек. После этих событий казахстанцы в социальных сетях стали обвинять министра труда и социальной защиты за бедственное положение многодетных семей, которое стало причиной пожара, и активно начали требовать отставки министра.
В связи с отставкой правительства и формированием нового Абылкасымова М. Е. перешла на новую должность.
12—28 марта 2019 года — первый вице-министр национальной экономики.
С 28 марта 2019 года по 18 декабря 2019 года — заместитель председателя Национального банка.
С 18 декабря 2019 года — председатель Агентства Республики Казахстан по регулированию и развитию финансового рынка. В 2020 году в качестве антикризисных мер во время пандемии COVID-19 для физических лиц и субъектов малого и среднего бизнеса была предоставлена отсрочка платежей по кредитам, совместно с Национальным банком Казахстана была принята программа льготного кредитования субъектов МСБ на пополнение оборотного капитала. В июле 2020 года для повышения ответственности кредитных организаций агентством были приняты нормы, которые предусматривающие обязательное лицензирование микрофинансовой деятельности с 1 января 2021 года.

## Семья
Отец Ерасыл Абылкасымов (род. 1948) — известный врач, автор книги «Система обязательного медицинского страхования в РК», депутат Мажилиса Парламента Республики Казахстан II созыва.
Замужем, мать троих детей: дочерей Аружан 2007 года рождения, Дианы 2009 года рождения и сына Алихана 2015 года рождения.

## Награды
- Медаль «10 лет Астане» (2008)[2]
- Медаль «20 лет независимости Республики Казахстан» (2011)[2]
- Медаль «За трудовое отличие» (2015)[2]
- Медаль «20 лет Ассамблеи народа Казахстана» (2015)[2]
- Медаль «25 лет независимости Республики Казахстан» (2016)[2]
- Орден Курмет (2016)[20]
- Юбилейная медаль «20 лет Астане» (2018)[21]
- Медаль «За вклад в создание Евразийского экономического союза» 2 степени (Высший совет Евразийского экономического союза, 8 мая 2015))[2][22]